# 图尔纳沃
图尔纳沃（法語：Tournavaux，法語發音：[tuʁnavo]）是法国阿登省的一个市镇，属于沙勒维尔-梅济耶尔区。

## 地理
图尔纳沃（49°52'23"N, 4°47'11"E）面积1.55 平方千米，位于法国大東部大區阿登省，该省份为法国北部内陆省份，西接埃纳省，南至马恩省，东临默兹省，北与比利时接壤。
与图尔纳沃接壤的市镇（或旧市镇、城区）包括：默兹河畔博尼、欧尔梅、蒙泰梅、蒂莱。

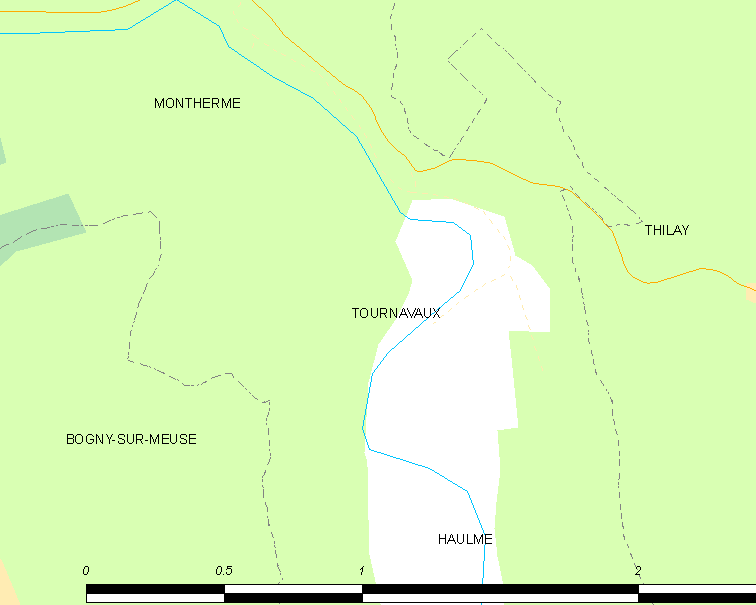
图尔纳沃的OSM定位图

图尔纳沃的时区为UTC+01:00、UTC+02:00（夏令时）。

## 行政
图尔纳沃的邮政编码为08800，INSEE市镇编码为08456。

## 政治
图尔纳沃所属的省级选区为默兹河畔博尼县。

## 人口

1962-2008年间图尔纳沃人口变化图示

图尔纳沃于2022年1月1日时的人口数量为233人。